# MOVIE28 / ユニコーンツアー2014 イーガジャケジョロ
『MoVIE28/ユニコーンツアー2014イーガジャケケジョロ』（ムービートゥエンティーエイト　ユニコーンツアー2014イーガジャケケジョロ　）は、日本のロックバンド、ユニコーンのライブビデオ。

## 概要
- イーガジャケジョロツアーの、幕張でのライブの模様が収録されている。
- 初回限定盤のみ特典Blu-ray・DVDやグッズ付き。

## 収録曲
1. 夢見た男
2. KEEP ON ROCKN ROLL
3. スターな男
ＭＣ
4. あなたが太陽
5. 頼みたいぜ
6. お前BABY
7. 看護婦ロック
この曲のヴォーカルは、堀内である。
8. WAO！
9. 鳥の特急便
10. 俺のタクシー
11. トキメキーノ
この曲とイーガジャケジョロのメインヴォーカルは川西である。
12. イーガジャケジョロ
途中で川西が観客やメンバーに歌わせた。
13. 早口カレー
14. We are　All Right
15. それだけのこと
16. 新甘えん坊将軍〜21st Century Schizoid Man
17. ユトリDEATH
18. オレンジジュース
19. さらばビッチ
20. 服部
21. 大迷惑
22. Boys&Girls
23. Feel So Moon
以下の曲はアンコールである。
24. はいYES！
25. ひまわり

### 初回限定盤映像
1. ビータデルジョロ
2. 第一回アベドン・ビッチコック
3. 監督作品<SNAP×SNAP>
4. KEEP ON ROCN ROll PV
5. あなたが太陽 PV
6. 俺のタクシー PV